# Karl Heinz Molling
Karl Heinz Molling detto Kalle (22 giugno 1972) è un ex sciatore alpino e sciatore freestyle italiano.

## Biografia
Molling, originario di Valdaora, iniziò la sua carriera nello sci alpino: debuttò in campo internazionale in occasione dei Mondiali juniores di Geilo/Hemsedal 1991, dove vinse la medaglia di bronzo nella discesa libera, e prese per l'ultima volta il via in Coppa Europa il 12 febbraio 1997 a Sella Nevea in slalom gigante (42º). Si ritirò al termine di quella stessa stagione 1996-1997 e la sua ultima gara fu uno slalom gigante FIS disputato il 12 aprile a Pampeago; non ottenne piazzamenti in Coppa del Mondo né prese parte a rassegne iridate.
Dalla stagione 2002-2003 si dedicò al freestyle, specialità ski cross, debuttando nella disciplina in occasione della tappa di Coppa del Mondo di Laax del 18 gennaio (27º); nel massimo circuito internazionale conquistò il primo podio il 12 marzo 2003 a Les Contamines (2º) e l'unica vittoria il 10 gennaio 2004 a Pozza di Fassa. Esordì ai Campionati mondiali a Ruka 2005 (15º) e il 3 febbraio 2006 ottenne a Pec pod Sněžkou l'ultimo podio in Coppa del Mondo (2º); ai Mondiali di Madonna di Campiglio 2007 e di Iwanashiro 2009, sue ultime presenze iridate, si classificò rispettivamente al 19º e al 24º posto. Prese per l'ultima volta il via in Coppa del Mondo il 20 marzo 2009 a La Plagne (31º), ultima gara della sua carriera; non prese parte a rassegne olimpiche.

## Palmarès

### Sci alpino

#### Mondiali juniores
- 1 medaglia:
  - 1 bronzo (discesa libera a Geilo/Hemsedal 1991)

### Freestyle

#### Coppa del Mondo
- Miglior piazzamento in classifica generale: 18º nel 2006
- Miglior piazzamento nella Coppa del Mondo di ski cross: 6º nel 2004
- 4 podi:
  - 1 vittoria
  - 2 secondi posti
  - 1 terzo posto

##### Coppa del Mondo - vittorie
| Data            | Località       | Paese  | Specialità |
| --------------- | -------------- | ------ | ---------- |
| 10 gennaio 2004 | Pozza di Fassa | Italia | SX         |

Legenda:

SX = ski cross

#### Coppa Europa
- Miglior piazzamento in classifica generale: 18º nel 2006
- Miglior piazzamento nella Coppa del Mondo di ski cross: 6º nel 2004
- 1 podio:
  - 1 terzo posto